# عبد الله السناني
عبد الله السناني (25 أكتوبر 1965)، ممثل سعودي.

## عن حياته
ولد في المدينة المنورة ، وعمل في القطاع العسكري في بدايته ثم استقال عام 1987، وفي عام 1988 اتجه إلى الرياض، وكان لديه موهبة في إضحاك الناس وكان يطمح أن يكون ممثلا، وقصد الممثل محمد العلي الذي تبناه، وأول عمل قدمه هو أخلاقنا وعرفه الجمهور من خلال مسلسل البداية والنهاية. 

## أعماله

### من المسلسلات
- طاش ما طاش.
- وش وشه.
- شيكات.
- سليم ودستة حريم.
- ملف علاقي.
- مزحه برزحه.
- المقطار.
- جاري يا حمودة.
- عقاب - الجزء الثالث.
- يا ناس ياهوه.
- بيني وبينك - الجزء الثاني.
- عمشه بنت عماش.
- ابوشلاخ البرمائي.
- الوهم.
- سواق المعازيب.
- طالع نازل.
- ألو مرحبا.
- منا وفينا.
- سيلفي.
- بدون فلتر.
- العاصوف

### من المسرحيات
- حمود ومحيميد.
- الريموت.

### من البرامج
- مو معقول.

## روابط خارجية
- عبد الله السناني على موقع IMDb (الإنجليزية)
- عبد الله السناني على موقع قاعدة بيانات الأفلام العربية